# Silleruds landskommun
Silleruds landskommun var en tidigare kommun i Värmlands län.

## Administrativ historik
När 1862 års kommunalförordningar trädde i kraft inrättades denna kommun i Silleruds socken i Nordmarks härad i Värmland. 
Kommunreformen 1952 lämnade kommunen oförändrad.
År 1971 uppgick landskommunen i Årjängs kommun.

### Kyrklig tillhörighet
I kyrkligt hänseende tillhörde kommunen Silleruds församling.

## Heraldiskt vapen
Kommunen saknade vapen

## Geografi
Silleruds landskommun omfattade den 1 januari 1952 en areal av 414,18 km², varav 338,51 km² land.

### Tätorter i kommunen 1960
I Silleruds landskommun fanns den 1 november 1960 ingen tätort. Tätortsgraden i kommunen var då alltså 0,0 procent.

## Politik

### Mandatfördelning i valen 1938-1966
| 4 | 2 | 7 | 6 | 6 |

| 25 |

| 3 | 8 | 5 | 7 | 2 |

| 25 |

| 4 | 5 |  | 10 | 5 |

| 25 |

| 2 | 7 | 3 | 9 | 4 |

| 25 |

| 6 | 4 | 7 | 4 | 4 |

| 25 |

| 6 | 2 | 9 | 3 | 5 |

| 24 |

| 8 | 4 | 8 | 3 | 2 |

| 24 |

| 5 | 3 | 10 | 3 | 4 |

| 22 |